# Латиник, Францишек

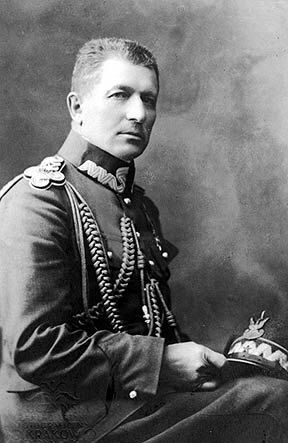
Францишек Лятиник

Франци́шек Ляти́ник (пол. Franciszek Latinik; 17 июля 1864 — 29 августа 1949) — польский генерал, до обретения страной независимости служил офицером австро-венгерской армии. Командир пехотного полка в Горлицком прорыве (1915), Польско-чехословацкой войне (1919) и командир 1-й польской армии и губернатор осажденной Варшавы во время Варшавской битвы (1920).

## Биография
Родился в семье Антония Изидора Латиника, учителя географии, автора нескольких работ по своему предмету, и Корнелии, урожденной Ромер, дочери Теофила Ромера, дворянина и участника Краковского восстания.
В 1882 году он окончил кадетское училище в Лобзове (ныне часть Кракова) и поступил на службу в Вооруженные силы Австро-Венгрии. Учился в Венской aкадемии Австрийского генштаба (1889–1891). В 1896 году он получил звание капитана, а в 1909 году - майора. В 1909–1913 годах он руководил кадетским училищем в горде Лобзове. Был командиром школы офицеров запаса, преподавал тактику в Школе офицеров пехоты. В 1911 году ему было присвоено звание подполковника, а в 1913 году переведен в 1-й пехотный полк заместителем командира полка.
В начале Первой мировой войны находился на Восточном фронте. Он участвовал в наступлении на Люблин, воевал под Аннополем, Ратошином, Красником, Розвадувом и Мелецом. 17 сентября 1914 года назначен командиром 100-го пехотного полка Австро-Венгрии, с которым участвовал в боях при Ниде. Затем он воевал во главе этого подразделения в битве при Горлицах 2–4 мая 1915 года. 2 мая 1915 года полк участвовал в атаке на холм Пустки, который был одним из основных позиций русских войск к северу от города, а затем и в действиях преследования. В том же 1915 году Латиник получил звание полковника. Потом его перевели на румынский фронт.
Весной 1917 года его перебросили на Итальянский фронт, в район города Сочи. Осенью этого года бригада под его командованием наступала на Капоретто. С февраля 1918 года воевал на Тирольском фронте и принял командование 8-й пехотной бригадой. В июне он получил серьезное ранение.
После обретения Польшей независимости во второй половине 1918 года он вступил в польскую армию. С ноября 1918 г. по январь 1919 г. он командовал гарнизоном Замосць, а затем военным округом в Цешине. С января 1919 по май 1919 года командовал польскими войсками во время польско-чехословацкой войны с чешскими войсками в Тешинской Силезией, остановив наступление врага. 22 мая он был назначен командующим Цешинским фронтом Юго-Западного фронта, а 30 мая 1919 г. назначен командиром 6-й пехотной дивизии. С 13 октября 1919 г. по март 1920 г. командовал 7-й стрелковой дивизией и одновременно Илезским фронтом. Решением Главнокомандующего от 23 ноября 1919 г. он был назначен генерал-лейтенантом 1 декабря 1919 г. С февраля по август 1920 года был представителем Войска Польского в Комиссии по границе и плебисциту в Цешине.
5 августа 1920 года, перед наступлением Красной Армии на запад, всего за несколько дней до Варшавской битвы, Латиник был назначен военным губернатором Варшавы главнокомандующим Юзефом Пилсудским. Главной задачей губернатора было укрепление треугольника Модлин – Зегже – Варшава. Губернатор руководил местными гражданскими и военными властями и имел право назначать гражданских лиц для получения военных пособий и давать инструкции местным административным властям по вопросам безопасности, общественного порядка и мира. Адъютанты губернатора могли арестовать всех подозреваемых, независимо от их воинского звания и должности. Готовилась эвакуация военных и гражданских учреждений на случай провала обороны Варшавы. Губернаторство также занималось поставками продуктов питания для города и устанавливало максимальные цены на продукты, чтобы предотвратить спекуляции. В то же время Латиник служил командующим 1-й Польской армией, отражая большевистский удар по городу. Участвовал в боях на Северном фронте, в том числе в битве под Радзымином.
23 сентября 1920 года, после победы над красной армией Варшавская военная губерния была распущена. На время преследования Красной армии Латиник был командиром Южной группы 6-й армии. 20 апреля 1921 года он был назначен командующим военным округом «Кельце». Он приступил к обязанностям окружного командира 14 мая, и занимал эту должность до ликвидации Главного окружного командования «Кельце». С 20 сентября по 9 октября 1921 года он находился в Познани по «семейным делам». По команде командующего округом его временно сменил генерал-лейтенант Эугениуш Погожельский.
С 15 ноября 1921 года командовал военным округом в Перемышле. В 1920–22 годах он входил в состав Первого временного капитула Ордена Виртути Милитари.
Он был не доволен Пилсудским, который критиковал деятельность Латиника в Перемышле. Латиник ушел с действительной службы в марте 1925 г. после конфликта с некоторыми бывшими членами Польских легионов.
Жил в Кракове по адресу улица Студенка 2. Вёл общественную жизнь, был членом общества «Развитие». После окончания Второй мировой войны, в возрасте 81 года, он основал Ассоциацию возвращенцев и вдов. Хотя он никогда не занимался политикой, он симпатизировал национал-демократии; у него был путеводитель по Кракову, в котором были отмечены только магазины, принадлежащие католикам, как вспоминал его внук: «Тут и там дедушка вручную отмечал точку. и добавил слово еврей». Он опубликовал несколько военных мемуаров, в том числе Żołnierz polski pod Gorlicami 1915 (Польский солдат в Горлицах, Пшемысль, 1923), Walka o Śląsk Cieszyński w r. 1919 (Бой за Тешинскую Силезию в 1919 году), Bój o Warszawę. Rola wojskowego gubernatora i 1-ej armii w bitwie pod Warszawą w 1920 r. (Бой за Варшаву. Роль военного губернатора и 1-й армии в битве под Варшавой в 1920 г., Быдгощ, 1931) и главу Wspomnienie o generale broni Tadeuszu Rozwadowskim (Память генерала Тадеуша Розвадовского) в монографии, посвященной Тадеушу Розвадовскому (опубликовано в Кракове, 1929 г.).
Он умер в 1949 году и был похоронен в семейной гробнице на Раковицком кладбище.

## Семья
В 1902 году он женился на Елене Стясны-Стшельбицкой. У них было три дочери: Анна (1902–1969), Ирена (1904–1974) и Антонина (1906–1989) и шесть внуков: Ирена и Анджей Попель, Януш и Ежи Ригеры, Ежи и Ян Ветулани.

## Награды
- Войсковой крест Карла (Австро-Венгрия)
- Крест Военных заслуг (Австро-Венгрия) 3-й степени (Австро-Венгрия)
- Императорский австрийский орден Франца Иосифа рыцарский крест (Австро-Венгрия)
- Орден Железной короны 3-й степени с воинскими украшениями и мечами (Австро-Венгрия)
- Императорский австрийский орден Леопольда рыцарский крест с воинскими украшениями и мечами (Австро-Венгрия)
- Орден Железной короны 2-й степени с воинскими украшениями и мечами (Австро-Венгрия)
- Орден Короны Румынии большой крест (королевство Румыния)
- Крест Храбрых (дважды)
- Медаль «Участнику войны. 1918—1921»
- Серебряный крест ордена «Virtuti Militari»
- Командор ордена «Возрождения Польши»
- Медаль «10-летие обретения независимости»